# Texas Intrastate System
Texas Intrastate System — газопровідна мережа, яка сполучає між собою газовидобувні райони, транспортні хаби та споживачів у штаті Техас.
У складі системи можна виділити:
- північну гілку від хабу Ваха на заході Техасу (Пермський нафтогазоносний басейн) до хабу Carthage на північному сході штату;
- південну гілку від того ж хабу Ваха в район Х'юстона (хаб Katy);
- мережеву частину, трубопроводи якої покривають південь та узбережжя Техасу від кордону з Мексикою до Сан-Антоніо, Остіна та Х'юстона.
В 2009 році, після початку «сланцевої революції», реалізували проект Sherman Extension Pipeline, який складався із відгалуження довжиною 178 миль та діаметром 900 мм від північної гілки. Через нього може постачатись продукція сланцевої формації Барнетт в обсязі понад 11 млрд м3 на рік.
Всього ж станом на середину 2010-х загальна довжина Texas Intrastate System становила біля 7400 миль. У складі системи діють підземні сховищі газу із активною ємністю 0,36 млрд м3.
Можливо відзначити, що Texas Intrastate System не єдина, яка здійснює транспортування газу в межах штату. Зокрема, тут розвинені такі газотранспортні мережі, як Kinder Morgan Tejas Pipeline, Kinder Morgan Texas Pipeline, Southcross та Houston Pipeline System.